# Orquestra Real de Câmara de Wallonie
A Orquestra Real de Câmara de Wallonie (Orchestre Royal de Chambre de Wallonie) é uma orquestra de câmara belga.

## História
A orquestra foi fundada em 1958 pelo violinista Lola Bobesco, tendo Philippe Hirschhorn, Jean-Pierre Wallez, Georges Octors e Augustin Dumay como comandante nos violinos. Muitos artistas contribuíram com a orquestra, incluindo: José van Dam, Mstislav Rostropovitch, Mischa Maisky, Arthur Grumiaux, Jean-Pierre Rampal, Paul Tortelier, Philippe Hirschhorn, Janos Starker, Aldo Ciccolini, Maria João Pires e Frank Braley.
A orquestra apresenta-se regularmente no Concertgebouw em Amsterdã, no Théâtre des Champs-Élysées em Paris, no Fooles Jorunées em Nantes, em Lisboão, Bilbão, Tóquio e Menton.